# Skorpion (Tierkreiszeichen)

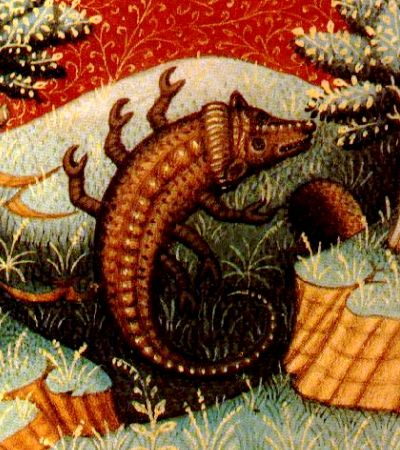
Zu erkennen ist der Skorpion am Stachel.

Astrologisches Symbol des Skorpions

Das Tierkreiszeichen Skorpion (altgriechisch Σκορπίος Skorpíos, lateinisch Scorpio) entspricht dem achten Abschnitt des Tierkreises von 210° bis 240° ekliptikaler Länge ab dem Frühlingspunkt.
Die Sonne befindet sich im Mittel in der Zeit zwischen 24. Oktober und 22. November in diesem Zeichen. Aufgrund der Wanderung des Frühlingspunktes entspricht das Tierkreiszeichen Skorpion heute nicht mehr dem Sternbild Skorpion. Im Sternbild Skorpion befindet sich die Sonne ungefähr in der Zeit zwischen 23. und 30. November.
Nach dem Tetrabiblos des Claudius Ptolemäus
- ist der Skorpion weiblich (I.12) und
- der Mars ist Herrscher des Zeichens (I.17).

Als melothesische Entsprechung wurden dem Skorpion in der antiken Iatroastrologie die Schamregion und die Genitalien zugeordnet. Die zugeordnete Gottheit war Mars.
Mit Fischen und Krebs bildet der Skorpion das Trigon des Elements Wasser, mit Wassermann, Stier und Löwe das Quadrat der vier festen Zeichen.
Das Zeichen war bereits Teil des babylonischen Tierkreises. Auf den MUL.APIN-Tafeln erscheint es als „Skorpion“ (GIR.TAB).
Dargestellt wird das Zeichen seit der Antike als Skorpion. Vor allem in nördlichen Ländern herrschte manchmal beträchtliche Unsicherheit über das Aussehen eines Skorpions. Die Wiedergabe erinnert öfter eher an eine Krabbe, manchmal an eine Art Hund mit sechs oder acht Beinen. Stets ist er aber am Stachel erkennbar.
Ursprung und Interpretation des astrologischen Symbols sind unklar. Auffällig ist die Ähnlichkeit mit dem Symbol der Jungfrau. Eine mögliche Erklärung ist, dass es sich um eine alte Form des Buchstabens „m“ handelt, was sich auf die besondere medizinische Bedeutung des Zeichens beziehen soll. Zur Unterscheidung wurde beim Skorpion dann ein Stachel angefügt und bei der Jungfrau eine geschwungene Linie, die eine Kornähre symbolisieren könnte.
Das Unicode-Zeichen für das Symbol ist U+264F (♏).